# Велико херцогство Вюрцбург
Великото херцогство Вюрцбург (на немски: Großherzogtum Würzburg) е суверенна държава в Рейнския съюз (на френски: Confédération du Rhin) в Германия, която съществува от 1806 до 1814 г. От 1803 г. до септември 1806 г. е Курфюрство Вюрцбург (Kurfürstentum Würzburg). Столица е град Вюрцбург. Управлява се от династията Хабсбург-Лотарингия (Тоскана).
На 30 септември 1806 г. курфюрст Фердинанд Хабсбургски от Великото херцогство Тоскана влиза в Рейнския съюз и взема титлата велик херцог на Вюрцбург.
През 1814 г. Рейнският съюз се прекратява и свършва съществуването на Великото херцогство Вюрцбург. Чрез решението на Виенския конгрес голяма част от Великото херцогство Вюрцбург попада обратно на Кралство Бавария.